# Dichocrocis plenistigmalis
Dichocrocis plenistigmalis is een vlinder van de familie van de grasmotten (Crambidae), uit de onderfamilie van de Spilomelinae. De wetenschappelijke naam van deze soort is voor het eerst voorgesteld als Pachybotys plenistigmalis door William Warren in een publicatie uit 1895.
De soort komt voor in India (Meghalaya).